# Castrop-Rauxel
Castrop-Rauxel är en stad i Tyskland, belägen i Kreis Recklinghausen, Regierungsbezirk Münster, i förbundslandet Nordrhein-Westfalen.  Staden ligger omedelbart nordväst om Dortmund i Ruhrområdet och tillhör storstadsregionen Rhen-Ruhr.  Castrop-Rauxel har cirka 74 000 invånare.
Staden uppstod i samband med industrialiseringen och var under 1800-talet och 1900-talet känd för sin gruvindustri.  Till de största arbetsgivarna idag hör kemiföretaget Rütgers Chemicals.

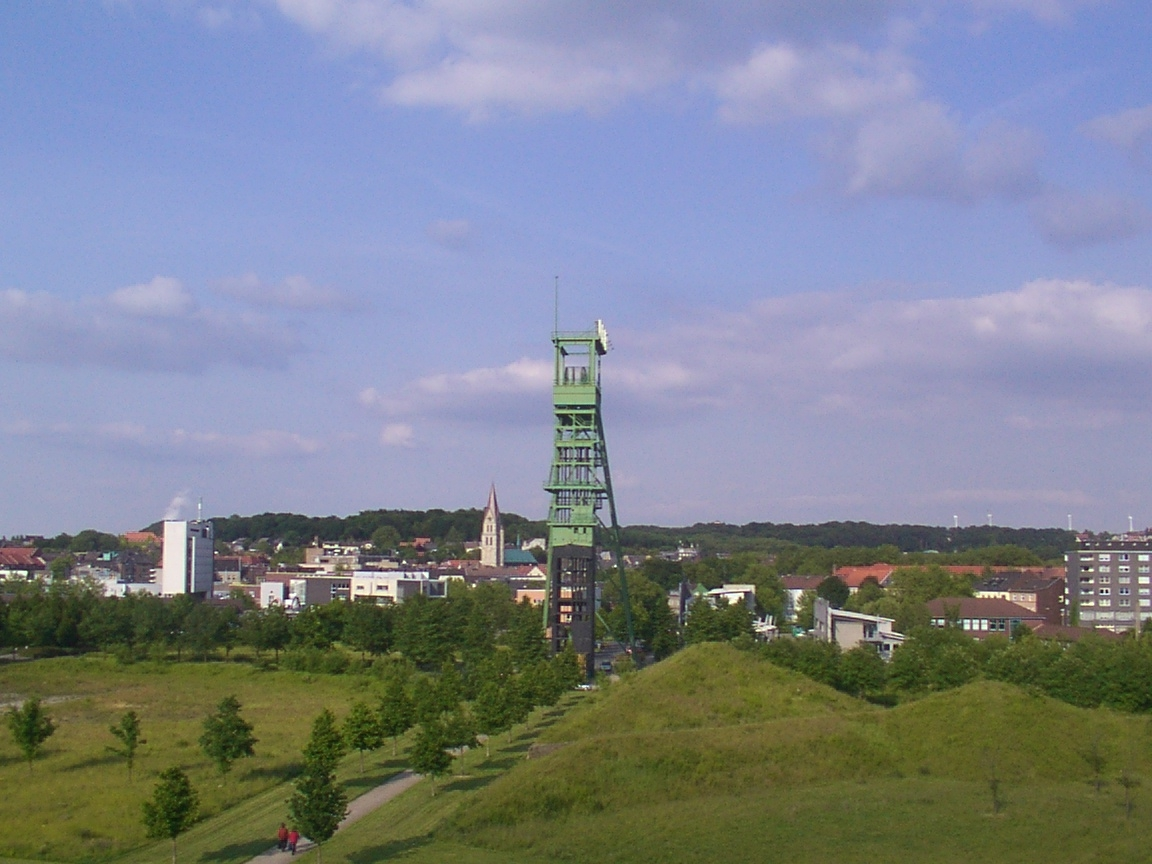
Utsikt över Castrop med laven Erin i förgrunden.